# Свинка (приток Чёрной Холуницы)
Свинка — река в России, протекает в Белохолуницком районе Кировской области. Устье реки находится в 38 км по правому берегу реки Чёрная Холуница. Длина реки составляет 12 км.
Исток реки в южной части обширного болота Ивово в 28 км к северу от посёлка Чёрная Холуница. Река течёт на юго-запад по ненаселённому, заболоченному лесному массиву. Впадает в Чёрную Холуницу у нежилого посёлка № 2 ниже посёлка Боровка (Троицкое сельское поселение).

## Данные водного реестра
По данным государственного водного реестра России относится к Камскому бассейновому округу, водохозяйственный участок реки — Вятка от истока до города Киров, без реки Чепца, речной подбассейн реки — Вятка. Речной бассейн реки — Кама.
По данным геоинформационной системы водохозяйственного районирования территории РФ, подготовленной Федеральным агентством водных ресурсов:
- Код водного объекта в государственном водном реестре — 10010300212111100030504
- Код по гидрологической изученности (ГИ) — 111103050
- Код бассейна — 10.01.03.002
- Номер тома по ГИ — 11
- Выпуск по ГИ — 1